# Pietracorbara
Pietracorbara é uma comuna francesa na região administrativa de Córsega, no departamento da Alta Córsega. Estende-se por uma área de 25,93 km². 